# Lucia Joas
Lucia Joas (* als Lucia Anger am 26. Januar 1991 in Oberstdorf) ist eine ehemalige deutsche Skilangläuferin.

## Werdegang
Lucia Joas lebt in Oberstdorf und startete für den Skiclub Oberstdorf. Die Zollwachtmeisterin gehört dem Zoll-Ski-Team an. Ihre ersten FIS-Rennen bestritt sie im Januar 2007, es folgten weitere Rennen auch bei den Juniorinnen und im Skilanglauf-Alpencup. Erste internationale Meisterschaften wurden die Junioren-Weltmeisterschaften 2008 in Malles, bei denen Joas im Freistil-Sprint und über 5 KilometerbKlassisch die Bronzemedaillen gewann. Ein Jahr später erreichte sie in Praz de Lys Sommand drei Wettbewerben einstellige Platzierungen, mit der Staffel gewann sie erneut Bronze. Kurz darauf gewann sie in Szczyrk beim Europäischen Olympischen Winter-Jugendfestival 2009 über 5 Kilometer Klassisch die Silbermedaille. In Beitostølen bestritt sie an der Seite von Nicole Fessel, Denise Herrmann und Monique Siegel im November 2009 mit einem Staffelrennen ihr erstes Rennen im Skilanglauf-Weltcup und wurde mit der Staffel Deutschland II 17. Im März 2010 folgte in Drammen bei einem Sprint der erste Einzeleinsatz im Weltcup, bei dem sie als 40. in der Qualifikation scheiterte. Beim Marathon-Cup-Rennen drei Tage später in Samedan belegte Anger Rang zehn. Im Dezember 2010 gewann sie in Düsseldorf bei einem Freistil-Sprint erstmals als 25. Weltcuppunkte. Bei den Juniorenweltmeisterschaften 2011 in Otepää gewann sie den Titel im Sprintrennen sowie Staffelbronze. Bei den Nordischen Skiweltmeisterschaften 2011 in Oslo wurde sie 42. über 10 Kilometer Klassisch und 43. des Freistil-Sprints. In Oberhof belegte Anger mit Rang sechs im Sprint ihre beste Platzierung in der höchsten Rennserie. Bei den Olympischen Spielen 2014 in Sotschi kam Anger im Sprint zum Einsatz. Als 31. der Qualifikation verpasste sie die Finalrennen um einen Rang. Letztmals im Weltcup startete im März 2016 in Montreal, wobei sie den 66. Platz im 10,5-km-Massenstartrennen errangf.
National gewann Joas 2009 die Titel über 5 Kilometer und im Teamsprint, 2011 im Sprint.

## Siege bei Continental-Cup-Rennen
| Nr. | Datum             | Ort                     | Disziplin       | Serie    |
| --- | ----------------- | ----------------------- | --------------- | -------- |
| 1.  | 13. Dezember 2013 | St. Ulrich am Pillersee | Sprint Freistil | Alpencup |
| 2.  | 20. Februar 2015  | Campra                  | Sprint Freistil | Alpencup |

## Platzierungen im Weltcup

### Weltcup-Statistik
Die Tabelle zeigt die erreichten Platzierungen im Einzelnen.
- 1.–3. Platz: Anzahl der Podiumsplatzierungen
- Top 10: Anzahl der Platzierungen unter den ersten zehn
- Punkteränge: Anzahl der Platzierungen innerhalb der Punkteränge
- Starts: Anzahl gelaufener Rennen in der jeweiligen Disziplin
- Hinweis: Bei den Distanzrennen erfolgt die Einordnung gemäß FIS.

| Platzierung         | Distanzrennen a | Distanzrennen a | Distanzrennen a | Distanzrennen a | Distanzrennen a | Skiathlon Verfolgung | Sprint | Etappen- rennen b | Gesamt | Team   | Team    |
| Platzierung         | ≤ 5 km          | ≤ 10 km         | ≤ 15 km         | ≤ 30 km         | > 30 km         | Skiathlon Verfolgung | Sprint | Etappen- rennen b | Gesamt | Sprint | Staffel |
| ------------------- | --------------- | --------------- | --------------- | --------------- | --------------- | -------------------- | ------ | ----------------- | ------ | ------ | ------- |
| 1. Platz            |                 |                 |                 |                 |                 |                      |        |                   |        |        |         |
| 2. Platz            |                 |                 |                 |                 |                 |                      |        |                   |        |        |         |
| 3. Platz            |                 |                 |                 |                 |                 |                      |        |                   |        |        |         |
| Top 10              |                 |                 |                 |                 |                 |                      | 1      |                   | 1      |        |         |
| Punkteränge         | 1               | 2               |                 |                 |                 |                      | 21     |                   | 24     | 4      | 2       |
| Starts              | 5               | 4               | 1               |                 |                 | 6                    | 27     |                   | 43     | 4      | 2       |
| Stand: Karriereende |                 |                 |                 |                 |                 |                      |        |                   |        |        |         |

### Weltcup-Gesamtplatzierungen
| Saison  | Gesamt | Gesamt | Distanz | Distanz | Sprint | Sprint |
| Saison  | Punkte | Platz  | Punkte  | Platz   | Punkte | Platz  |
| ------- | ------ | ------ | ------- | ------- | ------ | ------ |
| 2010/11 | 15     | 94.    | -       | -       | 15     | 63.    |
| 2011/12 | 1      | 114.   | -       | -       | 1      | 79.    |
| 2012/13 | -      | -      | -       | -       | -      | -      |
| 2013/14 | 77     | 60.    | 6       | 79.     | 71     | 34.    |
| 2014/15 | 20     | 96.    | -       | -       | 20     | 53.    |
| 2015/16 | 88     | 46.    | 7       | 71      | 81     | 27.    |